# Tucker Cawley
Tucker Cawley ist ein US-amerikanischer Comedy-Autor und Produzent.

## Karriere
Er ist ein Absolvent der University of Virginia.

## Alle lieben Raymond Folgen
Dies ist eine Liste der Everybody Loves Raymond-Folgen geschrieben oder mitgeschrieben von Cawley.

### Die erste Staffel
- „Der Traum vom Schreiben“
- „Fisch oder Fleisch“
- „Ballfieber“
- „Wer ist schon normal“ (mit Jeremy Stevens)

### Die zweite Staffel
- „Geliebter Arbeitsplatz“
- „Tapferer kleiner Soldat“
- „Kein gutes Mädchen“
- „Der Flohmarkt“ (mit Ellen Sandler, Jeremy Stevens & Lew Schneider)

### Die dritte Staffel
- „Robert verlässt das Nest“
- „Ping Pong“
- „Ray allein zuhaus“ (mit Ray Romano & Tom Caltabiano)

### Die vierte Staffel
- „Nein Danke“ (mit Jeremy Stevens)
- „Zoff im Schulbus“
- „Gottes Kinder“
- „Roberts Genesung“ (mit Steve Skrovan & Jennifer Crittenden)

### Staffel fünf
- „Pechmarie“
- „Ehestreitigkeiten“
- „Stefanias Ankunft“ (mit Lew Schneider)
- „Wie schnell die Zeit vergeht“

### Staffel sechs
- „Aus alt wird älter“ (mit Philip Rosenthal)
- „Season’s Greetings“
- „Fröhliche Weihnachten“
- „Das große Schweigen“ (mit Ray Romano)
- „Eheliche Pflichten“ (mit Lew Schneider)

### Staffel sieben
- „Der Hasenstreichler“ (mit Philip Rosenthal)
- „Opa Langfinger“
- „Hilfe, jemand hasst mich“
- „Der Käse im Koffer“ – Emmy-Award-Gewinner Outstanding Writing in einer Comedy-Serie

### Staffel acht
- „Spaß mit Debra“
- „Der Vogelmord“ (mit Jeremy Stevens & Mike Royce)
- „In Sicherheit“
- „Small Talk mit Tiefgang“ (mit Tom Caltabiano & Mike Royce)

### Staffel neun
- „Das neue Zuhause“ (mit Jeremy Stevens)
- „Seid fruchtbar und mehret euch“ (mit Mike Royce, Tim Peach & Frank Pines)
- „Das Fettnäpfchen“ (mit Aaron Shure)
- „Viel Rauch um Nichts“
- „Finale“ (mit Philip Rosenthal, Ray Romano, Lew Schneider, Steve Skrovan, Jeremy Stevens, Mike Royce, Aaron Shure, Tom Caltabiano & Leslie Caveny)

## Auszeichnungen und Nominierungen
Für die US-Sitcom Alle lieben Raymond gewann er drei Emmys, darunter 2003 einen Emmy für das beste Drehbuch einer Komödie.
| Personendaten    | Personendaten                                |
| ---------------- | -------------------------------------------- |
| NAME             | Cawley, Tucker                               |
| KURZBESCHREIBUNG | US-amerikanischer Comedy-Autor und Produzent |
| GEBURTSDATUM     | 20. Jahrhundert                              |